# 丹尼尔·阿尔基布吉
丹尼尔·阿尔基布吉（Daniele Archibugi，1958年7月17日—）是一位意大利的经济和政治理论家。他从事经济和政策的创新以及技术的变革，同时致力于国际关系的政治理论研究和政治与技术的全球化的发展研究。

## 生平
丹尼尔·阿尔基布吉与Federico Caffè一起毕业于罗马大学的经济学专业，并在Christopher Freeman和Keith Pavitt的指导下取得了萨塞克斯大学科学政策研究（SPRU）博士学位。他曾在萨塞克斯大学、那不勒斯大学、剑桥大学、罗马Sapienza大学、罗马LUISS大学、京都立命馆大学、成都西南財經大學任教。他是伦敦经济学院的莱弗胡尔姆客座教授，同时也是哈佛大学的客座教授。2006年6月，他被任命为萨塞克斯大学的名誉教授。他目前在意大利罗马国家研究理事会和伦敦大学伯贝克学院工作。

## 世界性民主主义
与戴维·赫尔德一起，丹尼尔·阿尔基布吉一直是世界主义，特别是世界民主主义的关键人物，即他试图将一些民主主义的规范和价值观应用到全球政治中去。他提倡国际组织的本质改革，包括联合国和欧盟。
他批评G7、G8和G20峰会是不民主，并敦促全球政治的透明化。他也反对民主联盟，他认为联合国的民主改革可以更好的为相同的需求服务。他是直接选举世界议会的推动者之一。

## 全球化创新
阿尔基布吉与Jonathan Michie一起开发了一个技术全球化的分类法，区分了专门技能的三个主要的传输方式：创新的国际开发、创新的全球生成以及科学和技术的全球协作。
作为欧洲研究领域研究国际科技协作的一个专家小组的主席，他指出欧洲人口的下降，加上自然科学行业缺乏年轻人任职，将在不到一代人的时间内导致合格工作者的巨大短缺。这将危及欧洲人在医药研究、信息技术和知识密集型产业等关键领域的生活水平。他敦促大幅修改欧洲移民政策，从而在十年内吸引至少二百万名来自发展中国家的，在科学、工程领域表现优异学生。

## 外部連結
- （英文）（意大利文）個人網站